# Paulus Utsi
Paulus Utsi (geboren 1918 in Lyngseidet, Troms; gestorben 1975 in Porjus, Schweden) war ein samischer Dichter, Rentierzüchter, Lehrer und Handwerker. Er sprach eine Mischung aus nord- und lulesamischen Dialekten.

## Leben und Werk
Im Sommer lebte Utsis Familie in Norwegen. Im Winter zogen sie in Gegenden an der schwedisch-finnischen Grenze in Karesuando. Als er ein kleines Kind war, musste seine Familie aufgrund der neuen Regeln, die nach der Auflösung der Union zwischen Schweden und Norwegen kamen, weit in den Süden in neue Rentiergebiete in Jokkmokk, Schweden, ziehen. Die neuen Regeln machten es den Rentierzüchtersamen fast unmöglich, sich mit ihren Rentierherden zwischen den beiden Ländern zu bewegen. Als Erwachsener musste er mehrmals umziehen, als neue Wasserreservoirs an seinem Wohnort beim Lule älv gebaut wurden, um die Wasserkraft des Lule älv zu nutzen. Diese Erfahrungen dienten als Inspiration für sein berühmtestes Gedicht Goahtoeanan, das von Lars-Wilhelm Svonni vertont und unter anderem von der Musikgruppe Tanabreddens Ungdom und Catarina Utsi auf Schallplatte veröffentlicht wurde. Letztere hat die CD Baze dearvan goahtoeanan veröffentlicht, die die Gedichte von Paulus Utsi enthält. Die meisten Gedichte wurden von Catarina Utsi selbst vertont. Viele seiner Gedichte drücken den Kampf und die Ohnmacht des samischen Volkes aus. Liebe zur Sprache, zur Natur, zum Rentier und zur Weisheit der Vorfahren sind auch Themen seiner Gedichte. Das einzige zu seinen Lebzeiten erschienene Buch von Paulus Utsi ist die Gedichtsammlung Giela giela (1974). Erst nach seinem Tod 1980 wurde die Gedichtsammlung Giela gielain veröffentlicht, bei der seine Frau Inger Utsi Mitautorin war. Beide Bücher sind zweisprachig und alle Gedichte sind in samischer und schwedischer Version. 1992 erschien eine Sammlung seiner Gedichte, Prosageschichten, Prosafragmente, Zeichnungen und Bilder, Don čanat mu alccesat, die von Nils Aslak Valkeapää herausgegeben wurde. Das Buch enthält auch eine von Valkeapää verfasste Präsentation über Utsi und seine Autorenschaft. Im Jahr 2000 wurde diese Sammlung in der schwedischen Version veröffentlicht: Följ stigen.

## Werke
- Dikter (1970)
- Giela giela. Dikt (1974)
- Giela gielain. Dikt (1980)
- Don čanat mu alccesat (1992)
- Följ stigen; texter 1941-1974 (2000)

## Text in Lyrik-Anthologie
- Worte verschwinden / fliegen / zum blauen Licht: Samische Lyrik von Joik bis Rap. Übersetzt von Christine Schlosser. In: Johanna Domokos, Christine Schlosser, Michael Rießler (Hrsg.): Samica. Band 4. Albert-Ludwigs-Universität Freiburg, Freiburg 2019, ISBN 978-3-9816835-3-0.